# すずめすずなり
『すずめすずなり』は、秋山はるによる漫画。『月刊アフタヌーン』（講談社）において、2005年1月号から2006年6月号まで連載された。単行本全3巻。

## あらすじ
駅近、風呂付き、築浅、全室南向きながら家賃が格安のアパート「コーポ白百合」。唯一「朝6時半からの朝食に出席できること」という奇妙な入居条件があった。ここに引っ越してきた主人公・修二郎は、大家さんの娘の多恵子や個性豊かな住人たちとともに、まるで家族と過ごしているような日々を送る。「みんな同じ屋根の下の1K賃貸グラフィティ」。

## 登場人物

### コーポ白百合の住人
橋本 修二郎（はしもと しゅうじろう）
本作品の主人公。203号室の住人。長野出身の26歳でシステムエンジニア。好物はとろろ、映画（特にホラー映画）。女性のふくらはぎが好きで、鳥飼には脚フェチと言われる。長野の実家には両親と、同居の兄修一郎、兄嫁明子、甥夢人がいる。
鳥飼や大塚には朝食付きのアパートなんて変だと言われるも、修二郎自身は気に入っている。
同僚の福田に2年11ヶ月の間片思いをしている。同僚たちとの飲み会の日、酒の勢いで告白するも憶えていなかった。
酒癖が余り良くなく、時々深酔いして前後不覚に陥る。福田に告白した日も飲み過ぎてはしご酒をした挙句、百合子と多恵子に迎えに来てもらっていたが、全く記憶が無かった。
福田との一件の後、気落ちから仕事が多忙という理由で朝食に参加しなくなる。住人たちに心配されるもその思いが修二郎には伝わらなかったが、偶然会った多恵子のお陰で再び参加する。その際住人たちの温かさに涙を流してしまった。
今村 多恵子（いまむら たえこ）
本作品のヒロイン。103号室の住人。百合子の娘で14歳の中学生。友人には「多恵ぽん」と呼ばれる。眼鏡キャラクター。少女漫画が大好き。とろろアレルギー。
修二郎が入居当初に起こしたアクシデントが元で気になるようになり、さらには恋心を抱く。恋愛にはうぶでよく挙動不審になり、百合子や美代をはじめ周囲にはばれてしまっている。
アパートの住人には家族のような思いを抱いており、美代に「やっぱりここは賃貸アパート」と、修二郎に「ただの入居者」と言われショックを受けるも、自身の心を見つめることと、修二郎の助言によって乗り越える。
今村 百合子（いまむら ゆりこ）
コーポ白百合の大家。102号室の住人。多恵子の母。本職は翻訳家。無口だが周囲をよく見ていて見透かす感じである。いつも笑っているが、その笑顔のままで怖いことも言う。
料理が大変上手で、入居者の掟である朝食も住人からの評判はかなり良い。
娘思いでさりげなく見守っており、当事者の1人である修二郎とも多恵子の恋心について話をした。
別居中の夫がいるが、夫の住むアパートにはよく行き、多恵子と3人でも会っている。
坂巻 美代（さかまき みよ）
201号室の住人。30歳のOL。コーポ白百合に住んで3年目。酒好き。普段（朝食時）と出社時はまるで別人である。真面目な顔でハッタリをかましたり大ほらを吹く。敬司とは口喧嘩をするがお互い楽しんでいる。恋人がいる（作中には未登場）。
多恵子によく漫画を貸す。また慕われており、相談にも乗っている。多恵子を見ていて修二郎のことが好きなのではないかと感じる。
物語終盤、ある決意をする。
同作者による短編「桃色自転車」にも登場する。
小田 敬司（おだ けいじ）
202号室の住人。岩手県一関市出身の大学生。生真面目でよくしゃべる。夢は小説家（単行本2巻のおまけ4コマより）。
美代とは口喧嘩友達という関係だが、実は好きであったようであり、美代に恋人の存在を知らされた時は色恋に鈍い修二郎でさえもわかるほど動揺していた。
磯部（いそべ）
104号室の住人。50歳過ぎの会社員。一部からの通称「磯さん」。庭を畑にして野菜を作っている。収穫した野菜は百合子から美味しいと褒められている。健康オタクでテレビの健康番組の情報をよくチェックしている。
美代同様、多恵子を見ていて修二郎のことが好きなのではないかと感じ取っていた。修二郎と話すも、説教のようになり関係がぎくしゃくする。そのことを後々まで気にしていた。

### 修二郎の関連人物
福田（ふくだ）
修二郎の同期で、思い人。母親を早くに亡くしている。修二郎の告白については嬉しいと思いつつも、ある結論に至る。
大塚（おおつか）
同僚の女性。眼鏡キャラクター。髪型は団子。修二郎の福田への思いをかなり前から感じ取っていた。鳥飼とともに修二郎宅で相談に乗る。
鳥飼（とりかい）
同僚の男性。修二郎の挙動不審の犠牲者（頭突きを食らうなど）。やはり修二郎と福田の関係に気付いていた。大塚とともに相談に乗る。

### 多恵子の関連人物
まゆリン
本名は不明。大人っぽい雰囲気だが恋愛には興味なし。多恵子の修二郎への気持ちを言い当てる。
よしえ
苗字は不明。通称「よっきゅん」。山下くんと付き合い始めたばかり。
ムラさん
本名は不明。髪型は三つ編み。

## 書誌情報
- 秋山はる 『すずめすずなり』 講談社〈アフタヌーンKC〉、全3巻
  1. 2005年7月22日初版発行、ISBN 4-06-314386-4
  2. 2005年12月22日初版発行、ISBN 4-06-314398-8 - 描き下ろしの4コマまんがあり
  3. 2006年5月23日初版発行、ISBN 4-06-314415-1